# Saint-Martin-en-Haut
Saint-Martin-en-Haut – miejscowość i gmina we Francji, w regionie Owernia-Rodan-Alpy, w departamencie Rodan.
Według danych na rok 1990 gminę zamieszkiwało 3081 osób, a gęstość zaludnienia wynosiła 80 osób/km² (wśród 2880 gmin regionu Rodan-Alpy Saint-Martin-en-Haut plasuje się na 285. miejscu pod względem liczby ludności, natomiast pod względem powierzchni na miejscu 122.).